# Тіта Мерельйо
Ла́ура А́на Мере́льйо (ісп. Laura Ana Merello), більш відома як Ті́та Мере́льйо (ісп. Tita Merello, 11 жовтня 1904, Буенос-Айрес — 24 грудня 2002, там само) — аргентинська акторка і співачка у жанрі танго.

## Біографія

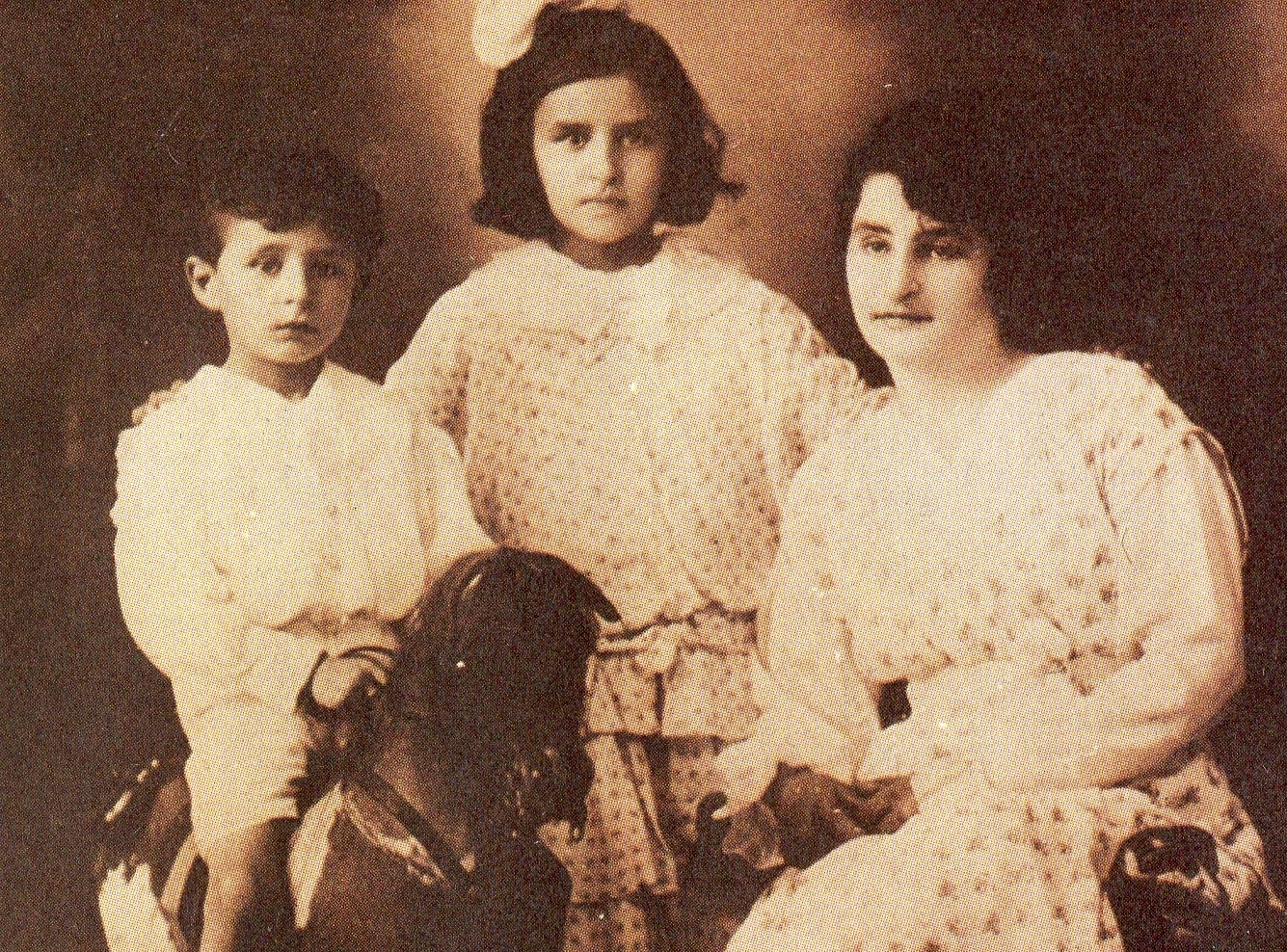
Маленька Тіта Мерельйо з братом і матір'ю

Лаура Ана Мерельйо народилася 11 жовтня 1904 у бідній родині у буенос-айреському районі Сан-Тельмо. Коли їй було чотири місяці, її батько помер від туберкульозу, а у віці п'яти років мати здала її до дитячого будинку, оскільки мала працювати і не могла піклуватися про дитину. У віці 10 років у Мерельйо помилково діагностували туберкульоз і лікарі порекомендували їй жити у сільській місцевості. Вона переїхала до дядька, у якого працювала як служниця. Вона ніколи не ходила до школи і не вміла читати. 1916 року вона переїхала жити до матері, яка повторно вийшла заміж.
Вона розпочала свою кар'єру 1917 року у театральному хорі, а також співала у кафе. Тоді ж вона отримала прізвисько Тіта за назвою однією з пісень, яку виконувала. Її кар'єра пішла вгору 1923 року, коли вона навчилася читати й отримала роль у спектаклі у Театрі Майпо, а згодом і в інших театрах аргентинської столиці.
1927 року Тіта Мерельйо записала свої перші дві пісні у жанрі танго для лейбла Disco Nacional-Odeón: «Te acordás reo» і «Volvé mi negra». 1929 року вона записала ще двадцять танго для RCA Victor. Внаслідок цього у 1920-х роках вона стала однією з зірок, які співали танго.

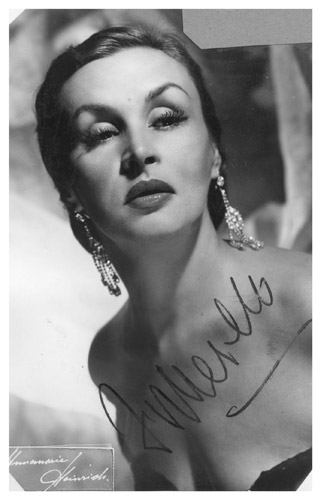
Тіта Мерельйо (1938)

1930 року Тіта Мерельйо на прохання Лібертад Ламарке замінила останню у гумористичному спектаклі «El conventillo de la Paloma», який на той час був одним з найпопулярніших в Аргентині, що зробило її відомою у театральних колах. Паралельно 1931 року Мерельйо почала працювати редактором у журналі «Voces».
Її дебют у кіно відбувся 1933 року у першому аргентинському звуковому фільмі «Танго!» разом з Лібертад Ламарке і Луїсом Сандріні. Знявшись у декількох фільмах у 1930-х, вона відзначилася як драматична акторка головною роллю у «Фузі» (1937) режисера Луїса Саславського.
1946 року разом зі своїм чоловіком Луїсом Сандріні акторка переїжджає до Мексики, де знімається у стрічці «П'ять облич жінки», за яку отримує схвальні відгуки критиків і нагороду Аріель за роль другого плану. Повернувшись в Аргентину, вона грає головні ролі у фільмах «Дон Хуан Теноріо» (1949) і «Філомена Мартурано» (1950), які принесли їй славу. У цей час її стосунки з Сандріні погіршуються і пара розпадається.

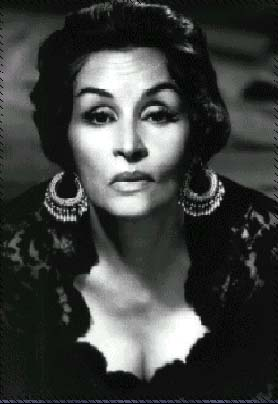
Тіта Мерельйо (1954)

Апогеєм кар'єри Тіти Мерельйо стають 1950-ті, коли вона знімається у головних ролях в одинадцяти фільмах і отримує низку нагород. Паралельно вона працює на радіо ведучою програми «Зараз говорить жінка».
Після падіння перонізму Тіта Мерельйо змушена була перебратися до Мексики через брак роботи на батьківщині, політичний тиск і звинувачення у контрабанді чаю. У 1960-тих вона знову повертається в Аргентину, де спочатку відмовляється від ролей у кіно, присвятивши себе театру і співу, а згодом здебільшого знімається у фільмах свого друга Енріке Каррераса, які не мають великого успіху. 1962 року вона вперше з'являється на телебаченні, де з 1968 року починає працювати коментаторкою у програмі «Sábados circulares», що спричиняє новий виток її популярності.
1972 року Тіта Мерельйо публікує напівавтобіографічну книгу «Вулиця і я», де публікує свої спогади і деякі вірші власного авторства.
1974 року 70-річна акторка знімається у головній ролі у стрічці «Матінка Марія» про відому знахарку Марію Саломе Лоредо, яка мала значний успіх. Також у 1970-ті Мерельйо вела дві передачі на телебаченні.
1985 року Тіта Мерельйо завершила свою кар'єру, хоча продовжувала з'являтися на радіо і телебаченні. 1990 року вона була удостоєна звання почесної громадянки Буенос-Айреса.
1992 року Мерельйо записала свій останній диск разом з Начею Геварою.
2002 року в акторки діагностували рак молочної залози, який вона вирішила не лікувати. Померла Тіта Мерельйо 24 грудня 2002 року у віці 98 років. Її тіло було кремовано, а попіл поховано на цвинтарі Ла-Чакаріта.

## Фільмографія

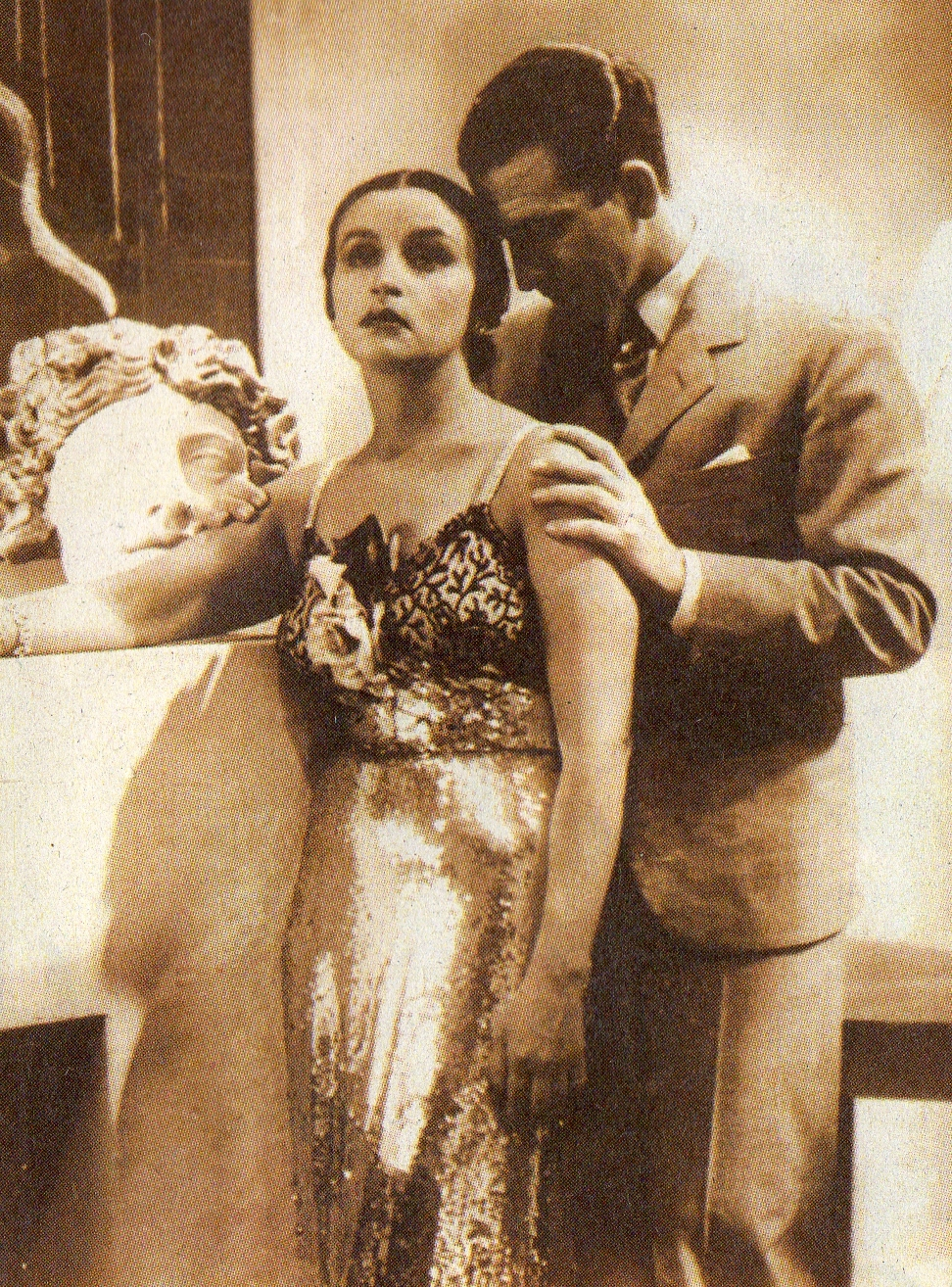
Тіта Мерельйо і Сантьяго Арр'єта у фільмі «Фуга» (1937)

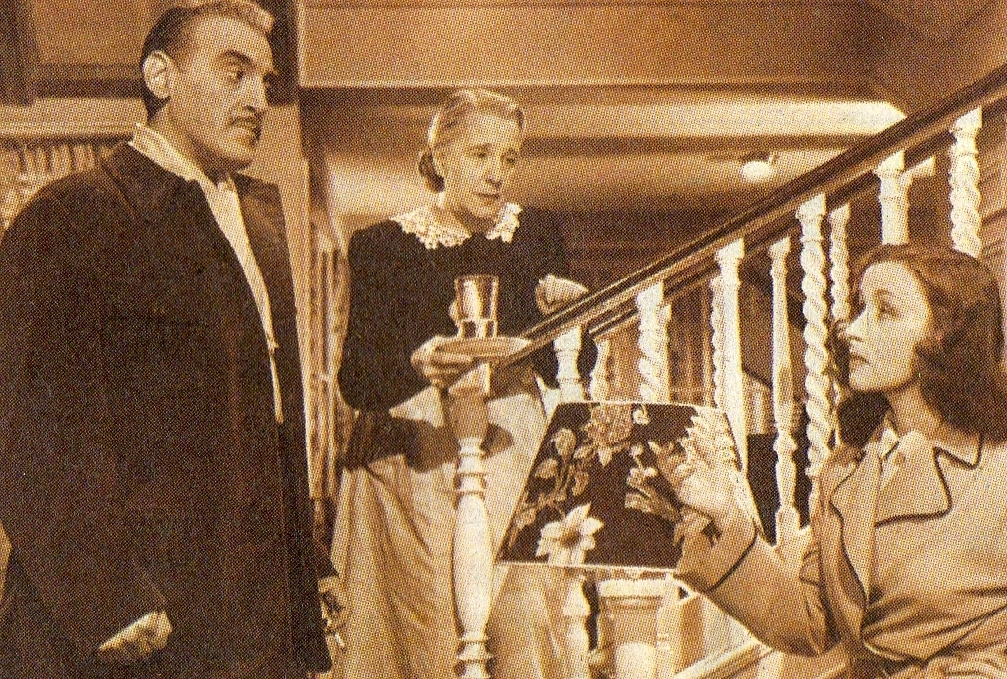
Гільєрмо Батталья, Глорія Феррандіс і Тіта Мерельйо у фільмі «Філомена Мартурано» (1948)

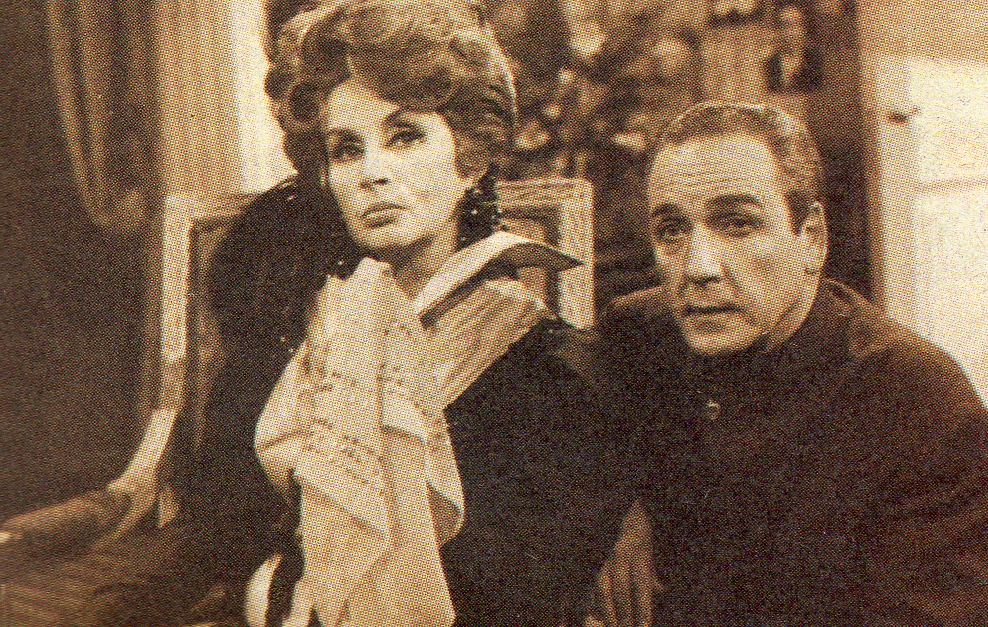
Тіта Мерельйо і Освальдо Міранда у фільмі «Домашні ідоли» (1968)

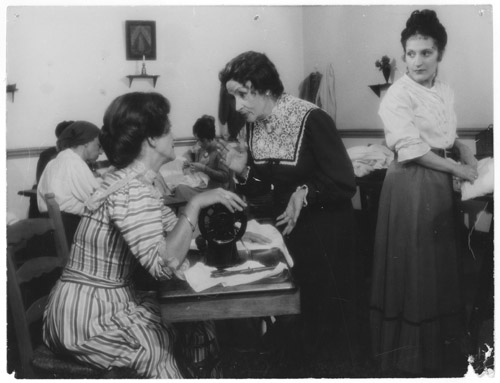
Патрісія Кастелл, Тіта Мерельйо і Тіна Серрано у фільмі «Матінка Марія» (1974)

За час своєї кар'єри у кінематографі Тіта Мерельйо знялася у більш ніж тридцяти кінострічках, переважно драмах. У багатьох фільмах вона виконувала пісні, здебільшого танго.
| Рік  |   | Українська назва           | Оригінальна назва           | Роль |
| ---- | - | -------------------------- | --------------------------- | ---- |
| 1933 | ф | Танго!                     | ¡Tango!                     |      |
| 1934 | ф | Кумири радіо               | Idols of the Radio          |      |
| 1935 | ф | Ночі Буенос-Айреса         | Buenos Aires Nights         |      |
| 1937 | ф | Це танго                   | Así es el tango             |      |
| 1937 | ф | Фуга                       | La fuga                     |      |
| 1942 | ф | Попіл по вітру             | Ashes to the Wind           |      |
| 1942 | ф | 27 мільйонів               | 27 millones                 |      |
| 1947 | ф | П'ять облич жінки          | Five Faces of Woman         |      |
| 1949 | ф | Дон Хуан Теноріо           | Don Juan Tenorio            |      |
| 1949 | ф | Історія танго              | Historia del tango          |      |
| 1949 | ф | Померти за своїми законами | Morir en su ley             |      |
| 1950 | ф | Дівчина з передмістя       | Arrabalera                  |      |
| 1950 | ф | Філомена Мартурано         | Filomena Marturano          |      |
| 1951 | ф | Жити миттю                 | Vivir un instante           |      |
| 1951 | ф | Остров'яни                 | Los Isleros                 |      |
| 1951 | ф | Це було у моєму районі     | Pasó en mi barrio           |      |
| 1952 | ф | Безчестя                   | Deshonra                    |      |
| 1954 | ф | Байстрюк                   | Guacho                      |      |
| 1955 | ф | Продовольчий ринок         | Mercado de abasto           |      |
| 1955 | ф | Кохання ніколи не вмирає   | Love Never Dies             |      |
| 1955 | ф | Щоб одягати святих         | Para vestir santos          |      |
| 1958 | ф | Чорнява                    | La Morocha                  |      |
| 1961 | ф | Аморіна                    | Amorina                     |      |
| 1964 | ф | Втікачі                    | The Escaped                 |      |
| 1965 | ф | Шлюбна промисловість       | La Industria del matrimonio |      |
| 1965 | ф | Лицеміри                   | Los Hipócritas              |      |
| 1965 | ф | Новий ритм і стара хвиля   | Ritmo nuevo y vieja ola     |      |
| 1967 | ф | Мандрівник                 | El Andador                  |      |
| 1967 | ф | Це радість!                | ¡Esto es alegría!           |      |
| 1969 | ф | Хай живе життя!            | ¡Viva la vida!              |      |
| 1974 | ф | Матінка Марія              | La Madre María              |      |
| 1976 | ф | Пісня розкаже свою історію | El Canto cuenta su historia |      |
| 1980 | ф | Страхи                     | Los Miedos                  |      |
| 1985 | ф | Las barras bravas          | Las barras bravas           |      |
| 1996 | ф | До серця                   | Al Corazón                  |      |

## Дискографія
За час своєї музичної кар'єри з 1927 по 1974 роки Тіта Мерельйо записала велику кількість пісень, переважно у жанрі танго, але вона виконувала також і болеро, вальси, самбу, румбу, ранчеру:
- A mí no me hablen de tango (1969)
- Al tango lo canto así (1974)
- Andrajos (1964)
- Apología del tango (1969)
- Aquí nomás (1968)
- Arrabalera (1955)
- Cambalache (1956)
- Compadrón (1968)
- Con el tango en el alma (1964)
- Con permiso (1974)
- Copa de ajenjo (1955)
- Che bacana (1929)
- Che Bartolo (1969)
- Che… Pepinito (1930)
- De contramano (1955)
- Decime Dios… Dónde estás? (1964)
- Del barrio de las latas (1964)
- Dónde hay un mango (1960)
- El ángel milonguero (1974)
- El ciruja (1968)
- El choclo (1954)
- El que atrasó el reloj (1969)
- Garufa (1968)
- Graciela Oscura (1964)
- Gran Hotel Victoria (1968)
- La milonga y yo (1968)
- La muchachada del centro (1955)
- La patria (1974)
- La payasa (1955)
- La viuda misteriosa (1929)
- Las doce menos cinco (1965)
- Lo mismo que a usted (1965)
- Los amores con la crisis (1955)
- Los cardales (1930)
- Los ejecutivos (1968)
- Llamarada pasional (1960)
- Mama mía… Qué mujer (1930)
- Mañana (1956)
- Mascarón de proa (1930)
- Me enamoré una vez (1969)
- Mi papito (1929)
- Milongón porteño (1956)
- Muchacho rana (1964)
- Muchachos, a mí no me cambia nadie (1969)
- Naipe marcado (1960)
- Niebla del Riachuelo (1969)
- Niño bien (1956)
- No aflojés (1964)
- No es por hablar mal (1929)
- No te aguanto más (1930)
- No te hagas curar (1930)
- Ña.. To.. Ri.. Bia.. (1930)
- Oración criolla (1969)
- Padrino pelao (1974)
- Paquetín, paquetón (1930)
- Pedime lo que querés (1968)
- Pipistrela (1956)
- Porteño (1974)
- Pregunto (1969)
- Qué careta (1929)
- Qué hacés, qué hacés (1955)
- Qué le importa a Buenos Aires (1968)
- Qué le importa al mundo (1974)
- Qué torcido andás Julián (1930)
- Qué vachaché (1960)
- Quién te ve (1929)
- San Telmo (1969)
- Se dice de mí (1954)
- Sencillo y compadre (1969)
- Sobre el pucho (1964)
- Soledad… la de Barracas (1968)
- Sos una fiera (1929)
- Tarjeta postal (1969)
- Tata… Llevame pal centro (1929)
- Te acordás reo (1927)
- Te has comprado un automóvil (1930)
- Torta frita (1930)
- Trabajar… Nunca (1930)
- Tranquilo, viejo, tranquilo (1956)
- Vieja ola (1965)
- Viejo rincón (1969)
- Volvé mi negra (1927)
- Ya no vale la pena (1965)
- Yo soy del treinta (1964)

Найвідомішими піснями у її виконанні стали «Se dice de mí» і «La milonga y yo». Також Тіта Мерельйо була автором кількох пісень у жанрі танго, зокрема «Llamarada pasional», присвяченої її коханому Луїсу Сандріні.

## Нагороди

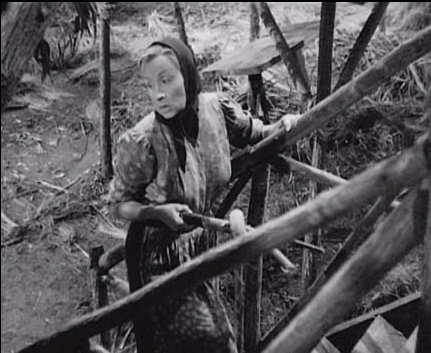
Тіта Мерельйо у фільмі «Остров'яни» (1951)

- 1948 — премія Аріель найкращій акторці другого плану за фільм «П'ять облич жінки»
- 1950 — премія Сур[en] найкращій акторці за фільм «Дівчина з передмістя»
- 1951 — премія Срібний кондор найкращій акторці за фільм «Дівчина з передмістя»
- 1951 — премія Сур найкращій акторці за фільм «Остров'яни»
- 1952 — премія Срібний кондор найкращій акторці за фільм «Остров'яни»
- 1953 — премія Срібний кондор найкращій акторці за фільм «Безчестя»
- 1955 — премія Срібний кондор найкращій акторці за фільм «Байстрюк»
- 1981 — почесна премія Конекс[en] акторці драматичних фільмів і театру
- 1985 — почесна премія Конекс співачці у жанрі танго
- 1990 — звання почесного громадянина міста Буенос-Айреса[11]
- 1991 — премія Пабло Подести Аргентинської асоціації акторів
- 1996 — премія Національного фонду мистецтв

## Визнання

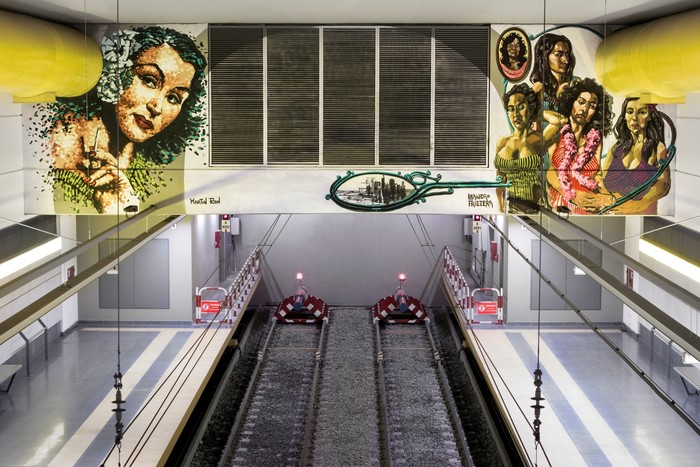
Станція метро «Hospitales» з муралем, присвяченим Тіті Мерельйо

Композитор Освальдо Пульесе присвятив Тіті Мерельйо танго «Para Tita», а співак Качо Кастанья пісню «Tita de Buenos Aires».
1993 року було відкрито пам'ятник навпроти будинку, де жила Тіта Мерельйо.
1995 року Національний інститут кіно та аудіовізуальних мистецтв відкрив спеціалізований кінотеатр, де показувала лише аргентинські стрічки, названий іменем Тіти Мерельйо. Кінотеатр функціонував до 2010 року
2004 року на честь сторіччя з дня народження Тіти Мерельйо Театр імені генерала Сан-Мартіна організував показ фільмів, де вона знімалася, а також виставку фотографій і особистих речей акторки. Аналогічний захід провів Факультет філософії Університету Буенос-Айреса.
2005 року на стіні однієї з будівель Національного університету Лануса відкрито мураль, присвячений Тіті Мерельйо.
2010 року відбулася прем'єра біографічної п'єси «Dijeron de mí» про життя Тіти Мерельйо. 2011 року відбулася прем'єра ще однієї біографічної вистави про акторку «Una vida en tiempo de tango».
2013 року була відкрита станція метро у Буенос-Айресі «Hospitales», на стіні якої розташований великий мураль з портретом Тіти Мерельйо.
2014 року пошта Аргентини випустила марку з зображенням Тіти Мерельйо.
2015 року режисерка Вікторія Каррерас представила документальний фільм про Тіту Мерельйо під назвою «Merello x Carreras».
2016 року було запущено супутник BugSat 1, сконструйований в Аргентині і названий Тіта на честь акторки.
Портрет Тіти Мерельйо висить у Салоні аргентинських жінок у президентському палаці Каса-Росада як однієї з найвизначніших жінок в історії Аргентини.